# Nicolas Brücher

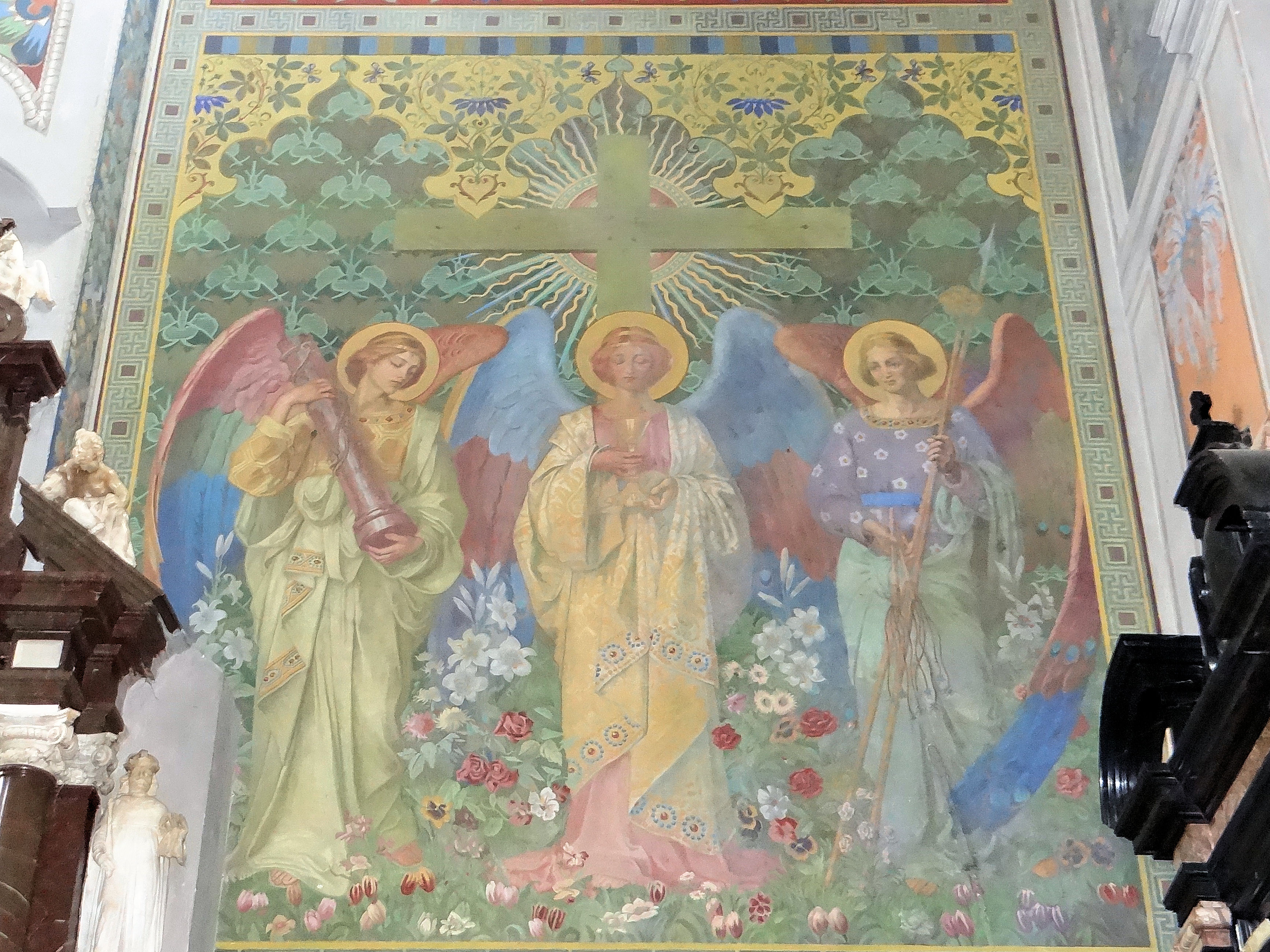
Polichromie we wnętrzu Bazyliki Katedralnej Wniebowstąpienia Najświętszej Maryi Panny w Płocku

Nicolas (lub Nikolaus) Brücher (ur. 29 lipca 1874 w Elvange, zm. 2 lipca 1957 tamże) – luksemburski malarz, twórca ściennego malarstwa sakralnego.

## Życiorys
W 1898 rozpoczął naukę w kierowanej przez Friedricha Stummela Międzynarodowej Szkole Malarstwa Kościelnego w Kevelaer, gdzie poznawał zasady malarstwa sakralnego zgodnie z założeniami artystycznymi tzw. grupy Nazareńczyków, których twórczość opierała się na wzorcach quattrocento. W 1901 przerwał naukę na rok, w czerwcu 1902 powrócił do Kevelaer i do kwietnia 1904 kontynuował naukę u Friedricha Stummela. Następnie razem z Władysławem Drapiewskim odbył trzymiesięczną podróż do Włoch, gdzie zajmował się kopiowaniem dzieł wybitnych malarzy. Gdy Władysław Drapiewski wygrał konkurs na wykonanie polichromii wnętrza Bazyliki Katedralnej Wniebowstąpienia Najświętszej Maryi Panny w Płocku, zaprosił do współpracy Nicolasa Brüchera (nazywanego w polskich źródłach Mikołajem Brücherem), który przebywał w Płocku pomiędzy 6 sierpnia 1904 a 21 sierpnia 1916. Nie był to pobyt ciągły, pomiędzy 1905 a 1907 studiował pod kierunkiem Pierre’a Jana van der Ouderaa w Królewskiej Akademii Sztuk Pięknych w Antwerpii, a także w Monachium i Paryżu. Wyjeżdżał również realizować malowidła w kościele w Swornychgaciach i w Wielu. Kiedy Władysław Drapiewski został aresztowany i wywieziony w głąb Rosji, Nicolas Brücher kontynuował prace razem z asystentem Drapiewskiego Czesławem Idźkiewiczem. Z Płocka Brücher wyjechał w 1916 i nigdy więcej nie wrócił do miasta, o którym pisał: Bardzo mi smutno w tym zafajdanym Płocku, bardzo zmęczony i boli mnie bok. Po powrocie do Luksemburga kontynuował tworzenie polichromii w wielu świątyniach. Tworzył również projekty witraży, m.in. w kościele w Bettembourg. W 1935 podjął decyzję o wstąpieniu do klasztoru franciszkanów, nie miało to jednak wpływu na kontynuację twórczości.